# 岡山県立岡山支援学校
岡山県立岡山支援学校（おかやまけんりつ おかやましえんがっこう）は、岡山県岡山市北区にある公立特別支援学校。肢体不自由者を教育対象とする。
社会福祉法人施設の旭川荘が隣接している。

## 沿革
- 1961年 - 小学部開設（旧療育園小学部の教室を使用）
- 1962年 - 中学部開設
- 1963年 - 寄宿舎開設　通学バス運行開始
- 1970年 - 校旗制定
- 1971年 - 校歌制定
- 1972年 - 高等部開設
- 1979年 - 訪問教育開始
- 1995年 - 睦学園学級開設
- 1997年 - 旭川分校の廃止　児童院学級復活　通学バスは岡山東養護学校に移管
- 1998年 - 校舎全面改築工事開始　本校学級小学部・本校学級中学部は分校に移転
- 2000年 - 新寄宿舎完成
- 2001年 - 新校舎完成　旭川療育園、睦学園、旭川児童院の派遣学級廃止
- 2010年 - 校名を岡山県立岡山支援学校に変更

## 学部
- 小学部
- 中学部
- 高等部
- 訪問

## かつて設置されていた学部
- 本校小学部
- 本校中学部
- 療育園小学部
- 睦学園学級
- 旭川児童院学級（1981年に旭川学園学級と統合され、旭川分校になったが、1997年分校の廃止に伴い復活した。）

上記の派遣学級は2001年に新校舎の完成に伴い、統合された。
- 療育園中学部

1979年に本校中学部に統合された。
- 旭川学園学級

1981年に旭川児童院学級と統合され、旭川分校になった。
- 旭川分校

1997年に分離され、旭川学園学級は、本校に統合、又は岡山東養護学校に転校された。
旭川児童院学級は本校の派遣学級となった。
- 若草学園学級

1975年に独立し、岡山西養護学校になった。

## 所在地
- 岡山県岡山市北区祇園866

## 著名な卒業生
- 岡紀彦（卓球選手） - シドニー、アテネ、北京のパラリンピックに出場
- 森山風歩（作家）
- 木山由加（陸上競技選手） - ロンドン、リオのパラリンピックに出場

## アクセス
- 岡山駅・天満屋から両備バス「旭川荘行き」（ノンステップバス）
- 高島駅から両備バス「旭川荘行き」（シャトルバス）
- ただし、岡山駅・天満屋バスステーションから両備バス「旭川荘行き」（ノンステップバス）が少ないため、岡山駅から、JR山陽本線または宇野バスの東岡山線で高島駅までに行って「旭川荘行き」（シャトルバス）両備バスに乗り換えるパターンが多い。

## 他校との交流
- 岡山市立幡多小学校
- 岡山市立牧石小学校
- 岡山市立高島中学校
- 岡山県立岡山一宮高等学校
- 岡山県立岡山聾学校
- 岡山県立岡山盲学校
- 創志学園高等学校

## かつて交流があった学校
- 岡山県立岡山城東高等学校
- 岡山県立瀬戸南高等学校